# Oreopanax cyclophyllus
Oreopanax cyclophyllus är en araliaväxtart som beskrevs av Hermann Harms. Oreopanax cyclophyllus ingår i släktet Oreopanax och familjen Araliaceae. Inga underarter finns listade.